# Christopher Rhodes
Christopher George Rhodes, 3. Baronet (* 30. April 1914 in Alverstone, Isle of Wight; † 22. Juni 1964 in Blakeney) war ein britischer Nachrichtendienstler und Schauspieler.

## Leben
Rhodes war der Sohn von Sir John Rhodes (1884–1955), dem 2. Baronet der Familie Rhodes. Er besuchte das Eton College und studierte anschließend am Magdalen College der Universität Oxford.
Ende der 1930er Jahre wurde Rhodes in den britischen Secret Intelligence Service aufgenommen, der ihn getarnt als konsularischer Passbeamter (Passport Control Officer) in den Niederlanden stationierte. Im Herbst 1939 war er in den Venlo-Zwischenfall verwickelt. Von den nationalsozialistischen Polizeiorganen wurde er daraufhin als wichtige Zielperson eingestuft und im Frühjahr 1940 vom Reichssicherheitshauptamt in Berlin auf die Sonderfahndungsliste G.B. gesetzt, ein Verzeichnis von Personen, die die im Falle einer erfolgreichen deutschen Invasion Großbritanniens durch die Sonderkommandos der SS-Einsatzgruppen mit besonderer Priorität ausfindig gemacht und verhaftet werden sollten.
Während des Zweiten Weltkriegs gehörte Rhodes dem Essex Regiment an, in dem er den Rang eines Oberstleutnants erreichte.
Nach Kriegsende wurde Rhodes Schauspieler. Sein filmisches Schaffen umfasst fast 50 Film- und Fernsehproduktionen zwischen 1952 und seinem Todesjahr 1964. Neben Auftritten in einer Vielzahl von Serien hatte er in den 1950er-Jahren auch mehrere größere Filmrollen, beispielsweise in dem Kriegsfilm Im Schatten der Zitadelle. 1961 hatte er kleinere Nebenrollen in den Filmen Die Kanonen von Navarone und El Cid.
Rhodes war zweimal verheiratet: In erster Ehe von 1936, bis zu ihrer Scheidung 1942, mit Mary Kesteven. In zweiter Ehe mit Mary Florence Wardleworth, die er 1943 ehelichte und mit der er zwei Söhne und eine Tochter hatte.
1955 erbte Rhodes den Adelstitel seines Vaters als Baronet. Nach dem Tod von Christopher Rhodes im Juni 1964 erbte sein Sohn Sir John Christopher Douglas Rhodes (* 1946) den Titel.

## Filmografie (Auswahl)
- 1953: The Quatermass Experiment (Fernsehserie, 3 Folgen)
- 1954: Verraten (Betrayed)
- 1955: Im Schatten der Zitadelle (The Colditz Story)
- 1956: Engel des Alltags (The Feminine Touch)
- 1956: Tiger im Nebel (Tiger in the Smoke)
- 1957: Ill Met by Moonlight
- 1958: Dünkirchen (Dunkirk)
- 1958: Wonderful Things!
- 1959: Operation Amsterdam
- 1959: The Lady Is a Square
- 1959: Tiger Bay
- 1959: Ein Händedruck des Teufels (Shake Hands with the Devil)
- 1960: Aufstand im Morgengrauen (A Terrible Beauty)
- 1961: Gorgo
- 1961: Die Kanonen von Navarone (The Guns of Navarone)
- 1961: El Cid
- 1963: Lancelot, der verwegene Ritter (Lancelot and Guinevere)
- 1963: Kein Schloß ist vor ihm sicher (The Cracksman)
- 1964: Becket